# بیمار سرپایی
بیمار سرپایی به کسی گفته می‌شود که برای درمان به بیمارستان یا درمانگاه مراجعه می‌کند اما نیاز به بستری شدن در بیمارستان ندارد. به مداوای انجام‌شده بر روی چنین بیماری، «درمان سرپایی» نیز گفته می‌شود.